# Vedtjärtjärnen
Vedtjärtjärnen är en sjö i Söderhamns kommun i Hälsingland och ingår i Ljusnans huvudavrinningsområde. Sjön är 3 meter djup, har en yta på 0,108 kvadratkilometer och befinner sig 66,2 meter över havet.

## Delavrinningsområde
Vedtjärtjärnen ingår i det delavrinningsområde (679459-156151) som SMHI kallar för Utloppet av Vedtjärtjärnen. Medelhöjden är 71 meter över havet och ytan är 0,68 kvadratkilometer. Det finns inga avrinningsområden uppströms utan avrinningsområdet är högsta punkten. Vattendraget som avvattnar avrinningsområdet har biflödesordning 2, vilket innebär att vattnet flödar genom totalt 2 vattendrag innan det når havet efter 13 kilometer. Avrinningsområdet består mestadels av skog (82 procent). Avrinningsområdet har 0,11 kvadratkilometer vattenytor vilket ger det en sjöprocent på 16 procent.